# Tri-Polar
| Recensione | Giudizio |
| ---------- | -------- |
| AllMusic   |          |

Tri-Polar è il terzo album in studio del gruppo alternative rock australiano Sick Puppies; pubblicato il 14 luglio 2009, è il secondo album del gruppo con una major discografica.
Nel 2011 l'album è stato ripubblicato con una copertina differente e un disco bonus in più, contenente tracce acustiche e materiale inedito.

## Tracce
1. War – 3:13
2. I Hate You – 3:28
3. Riptide – 3:11
4. You're Going Down – 3:07
5. Odd One – 3:47
6. So What I Lied – 3:42
7. Survive – 3:12
8. Should've Known Better – 3:52
9. Maybe – 3:29
10. Don't Walk Away – 3:48
11. Master of the Universe – 3:33
12. In It for Life – 4:05
13. White Balloons – 3:39

Disco bonus dell'edizione deluxe
1. You're Going Down (Polar Opposite version) – 4:09
2. Riptide (Polar Opposite version) – 3:21
3. Maybe (Polar Opposite version) – 3:30
4. Odd One (Polar Opposite version) – 3:44
5. Don't Walk Away (Polar Opposite version) – 3:42
6. All the Same (Polar Opposite version) – 4:16
7. White Balloons (Polar Opposite version) – 3:24
8. Dead Space – 3:12
9. The Pretender – 3:08
10. Til Something Breaks – 2:47
11. Monsters – 4:08

### Tracce bonus
Traccia bonus della versione iTunes
1. Dead Space – 3:12

Traccia bonus dell'edizione Wal-Mart
1. The Pretender – 3:08

Traccia bonus dell'edizione Napster
1. Til Something Breaks – 2:47

## Formazione
- Shim Moore – voce, chitarra
- Emma Anzai – basso, cori
- Mark Goodwin – batteria